# Live Around the World
Live Around the World ist ein Live-Album des amerikanischen Jazzmusikers Miles Davis. Die CD enthält Live-Aufnahmen von 1988 bis 1991 und wurde fünf Jahre nach dem Tod von Davis veröffentlicht. Das Album kam auf Platz 4 in der Billboard Top Jazz Album-Chart.

## Hintergrund
Die Mitschnitte entstanden im Osaka Expo Park auf dem Live Under the Sky Festival in Osaka (7. August 1988), im Greek Theatre, Los Angeles (14. August 1988), in der Liebenauer Eishalle in Graz (1. November 1988), im Indigo Blues Club in New York  City (17. Dezember 1988), im Le Zenith Sud in Montpellier (12. April 1989), im Chicago Theatre auf dem JVC Jazz Festival in Chicago (5. Juni 1989), im Pallazo Della Civita in Rom (26. Juli 1989), im Casino de Montreux auf dem Montreux Jazz Festival (20. Juli 1990) und im Chapiteau in Andernos-les-Bains (21. Juli 1991).

## Rezeption
Scott Yanow schrieb für Allmusic: "Keine Miles Davis Sammlung ist komplett ohne diesen wichtige Zusammenstellung." Jon Andrews von der Zeitschrift Down Beat sagte, dass seine "einst umstrittenen" Popcovers von "Erweiterungen und Improvisationen" profitierten. Village-Voice-Kritiker Robert Christgau war weniger begeistert und hielt es für einen "Blindgänger".

## Titelliste
1. In A Silent Way (Joe Zawinul) – 1:49
2. Intruder (Miles Davis) – 4:52
3. New Blues (Davis) – 5:35
4. Human Nature (Steve Porcaro, John Bettis) – 12:48
5. Mr. Pastorius (Marcus Miller) – 3:32
6. Amandla (Miller) – 5:52
7. Wrinkle (Davis) – 7:17
8. Tutu (Miller) – 8:53
9. Full Nelson (Miller) – 2:48
10. Time After Time (Rob Hyman, Cyndi Lauper) – 9:56
11. Hannibal (Miller) – 7:22

## Besetzung
- Miles Davis – Trompete
- Foley – Lead Bass[5]
- Rick Margitza – Tenorsaxophon auf Titel 6
- Kei Akagi – Keyboard auf Titel 5–8, 10
- John Beasley – Keyboard auf Titel 5
- Joey DeFrancesco – Keyboard auf Titeln 1, 2, 4
- Kenny Garrett – Altsaxophon auf Titeln 1–5, 7, 9, 11, Flöte auf Titel 8, 10
- Adam Holzman – Keyboard auf Titeln 1–4, 6, 9–10
- Robert Irving III – Keyboard auf Titeln 3, 9
- Marilyn Mazur – Percussion auf Titeln 1–4, 9
- Erin Davis – Elektronische Percussion 7, 8
- Ricky Wellman – Schlagzeug
- Munyungo Jackson – Percussion auf Titel 5, 6, 10
- Deron Johnson – Keyboard auf Titel 11
- Benny Rietveld – Bass auf Titeln 1–6, 9, 10
- Richard Patterson – Bass auf Titeln 7, 8, 11